# Mesto tieňov
Mesto tieňov – słowacki serial kryminalny, emitowany od 2008 roku na antenie TV Markíza.
Serial miał swoją premierę 11 kwietnia 2008. Premiera sezonu drugiego odbyła się 24 stycznia 2012.
Za produkcję serialu odpowiada D.N.A. Production.

## Wydanie książkowe
- 2008 – Marek Zákopčan - Mesto tieňov 1, Ikar ISBN 80-551-1696-2
- 2008 – Marek Zákopčan - Mesto tieňov 2, Ikar ISBN 80-551-1784-5

## Nagrody
- 2008: Kinema Film roku 2008
- 2009: OTO 2008 – Nagroda czasopisma „Život”[4]